# Riccardo Tempestini
Riccardo Tempestini (Firenze, 9 ottobre 1961) è un ex pallanuotista, allenatore di pallanuoto e dirigente sportivo italiano.

## Carriera
Nel 1980 si laurea campione d'Italia con la RN Florentia. Una volta ritiratosi inizia ad allenare proprio la squadra toscana, con cui disputa tre finali scudetto, una finale di Coppa LEN e due finali di Coppa delle Coppe, vincendo il trofeo nel 2001. Nel 2008 è di nuovo vicecampione d'Italia a Brescia, mentre tra il 2012 e il 2013 vince consecutivamente lo scudetto femminile e quello maschile, in entrambi i casi sulla panchina della Pro Recco. 
Il 18 gennaio 2014 viene sollevato dall'incarico di allenatore della Pro Recco, dopo una stagione e mezza, nonostante la squadra fosse al secondo posto in campionato e ancora in corsa per la qualificazione alla Final Six di Champions League.. Il 27 maggio 2014 diventa il nuovo allenatore della Firenze Pallanuoto
È membro del consiglio direttivo della Rari Nantes Florentia, di cui nel 2020 diventa coordinatore tecnico.
Nel novembre 2023 viene nominato coordinatore delle nazionali giovanili maschili italiane.

## Palmarès

### Giocatore

#### Club
- Campionato italiano: 1

Florentia: 1980

#### Nazionale
- Argento ai campionati mondiali: 1

Italia: Madrid 1986
- Argento nella Coppa del Mondo: 1

Italia: Berlino Ovest 1989
- Bronzo ai campionati europei: 2

Italia: Strasburgo 1987, Bonn 1989
- Oro ai Giochi del Mediterraneo: 1

Italia: Latakia 1987

### Allenatore

#### Club
- Campionato italiano: 1

Pro Recco: 2012-13
- Campionato italiano: 1

Pro Recco femminile: 2011-12
- Coppe Italia: 1

Pro Recco: 2012-13
- LEN Champions Cup: 1

Pro Recco femminile: 2011-12
- Coppa delle Coppe: 1

Florentia: 2000-01
- Coppe LEN: 1

Leonessa Brescia: 2005-06
- Supercoppa LEN: 1

Pro Recco: 2011
- Tom Hoad Cup: 1

Florentia: 2003